# Wilhelm Grefberg
Ernst Wilhelm Knut Grefberg, född den 27 januari 1845 i Söderköping, död den 2 november 1932, var en svensk jurist. Han var farbror till Gustaf och Åke Grefberg.
Grefberg blev student vid Uppsala universitet 1867, avlade hovrättsexamen 1871, blev vice häradshövding 1873, fiskal i Göta hovrätt 1880, assessor där 1884 och hovrättsråd i Svea hovrätt 1896. Han var justitieråd 1898–1915.

## Utmärkelser
- Kommendör med stora korset av Nordstjärneorden, 30 november 1907.[1]